# Flashback/Komorebi no Uta
Flashback/Komorebi no Uta (フラッシュバック／木漏レビノ歌?) è il tredicesimo singolo degli High and Mighty Color, pubblicato il 27 febbraio 2008.

## Il disco
Si tratta del secondo (ed ultimo) doppio A-side della band, promosso con l'anime Hero Tales: Flashback è stata usata come sigla di apertura, Komorebi no Uta come sigla di chiusura. Komorebi no Uta iniziò a essere trasmessa il 6 gennaio 2008, mentre Flashback alla fine dello stesso mese. Le canzoni sono descritte sul sito della band come contenenti sia sonorità Rock che atmosfere da ballata. A livello di vendite, è il singolo meno venduto della band.
Un mese dopo venne pubblicato l'album Rock Pit, in cui entrambe le tracce vennero inserite, ma in versioni differenti.

## Lista tracce
1. Flashback (フラッシュバック?) (Mākii, Yūsuke, MEG) – 4:39
2. Komorebi no Uta (木漏レビノ歌?) (Yūsuke, Mākii) – 3:44
3. Flashback (Instrumental) (フラッシュバック (Instrumental)?) (MEG) – 4:39
4. Komorebi no Uta (Instrumental) (木漏レビノ歌 (Instrumental)?) (Yūsuke) – 3:41

## Formazione
- Mākii – voce
- Yūsuke – voce
- Kazuto – chitarra solista
- MEG – chitarra ritmica
- Mai Hoshimura – tastiere
- Mackaz – basso
- SASSY – batteria